# Пчелин (Бургаська область)
Пче́лин (болг. Пчелин) — село в Бургаській області Болгарії. Входить до складу общини Сунгурларе.

## Населення
За даними перепису населення 2011 року у селі проживали 54 особи, усі — турки.
Розподіл населення за віком у 2011 році:
Динаміка населення: